# Xylota fo
Xylota fo är en tvåvingeart som beskrevs av Hull 1944. Xylota fo ingår i släktet vedblomflugor, och familjen blomflugor. Inga underarter finns listade i Catalogue of Life.